# Falta de combustible

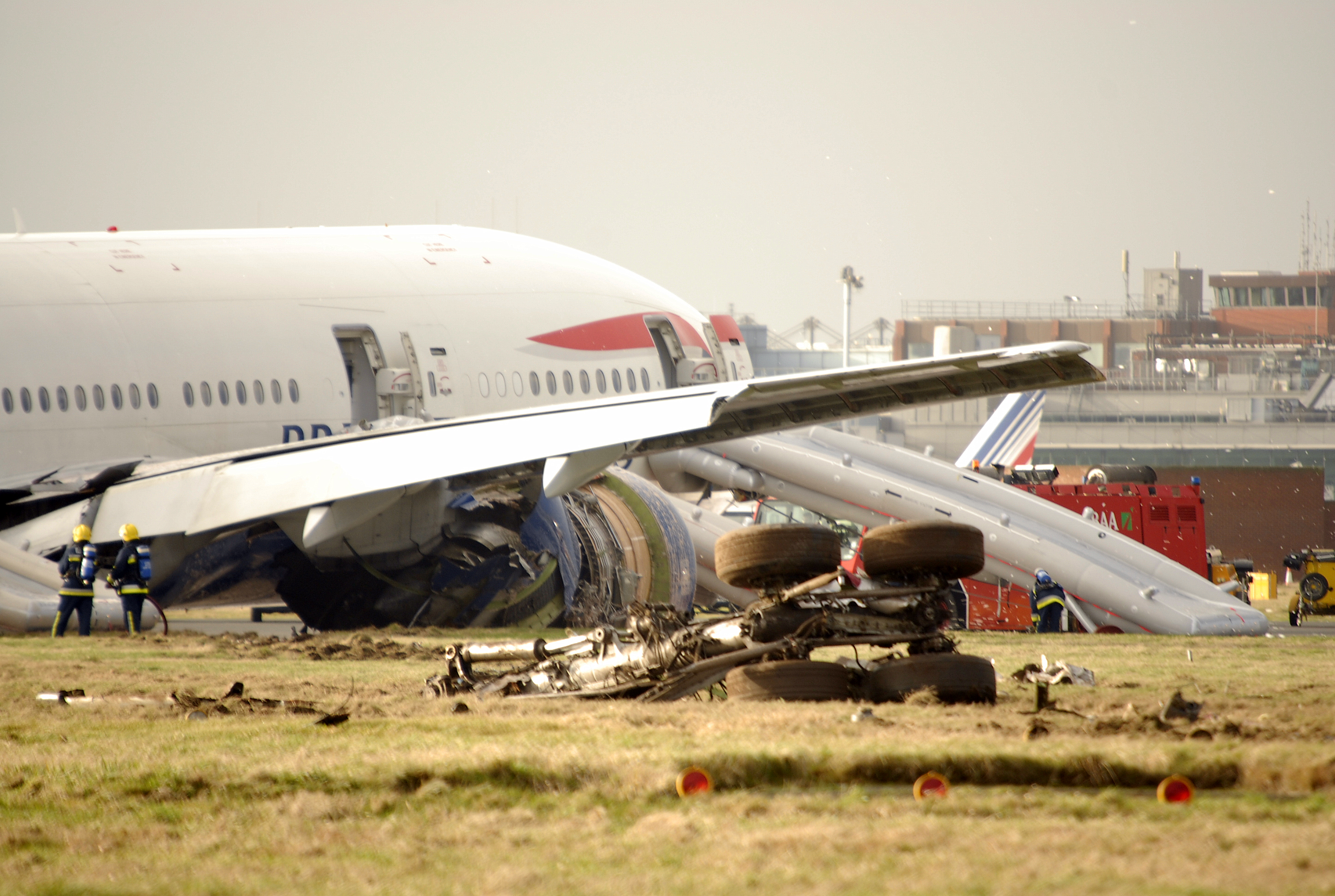
Restos del vuelo 38 de British Airways después de estrellarse en el aeropuerto de Heathrow en Londres en 2008 después de que sus válvulas de combustible se obstruyeran con cristales de hielo.

La falta de combustible (en inglés: Fuel starvation) es una falla del sistema de combustible, en el cual no se puede suministrar suficiente combustible para permitir que los motores de una aeronave funcionen correctamente, esto debido a la contaminación por agua, mal funcionamiento de la bomba de combustible o un error del piloto al no administrar correctamente la cantidad exacta al momento de despegar, lo provocada como consecuencia a la pérdida de potencia o un fallo del motor. Por el contrario, el agotamiento de combustible, es un suceso en el que el vehículo en cuestión se queda completamente sin combustible utilizable, con resultados similares a los de la falta de combustible.
Todos los medios de transporte propulsados por un motor pueden verse afectados por la falta de combustible, aunque el problema es más grave en el caso de las aeronaves en vuelo. Los barcos se ven afectados hasta el punto de que, sin propulsión, no pueden maniobrar para evitar colisiones o varamientos. En las aeronaves, la falta de combustible suele ser el resultado de una gestión incorrecta del combustible, por ejemplo, al optar por alimentar el motor desde un tanque vacío mientras que hay combustible en otro.
Cuando el nivel de combustible es bajo, algunas aeronaves son vulnerables a un tipo específico de falta de combustible conocido como "descarga", que ocurre cuando maniobras difíciles, un ascenso pronunciado o una desviación del vuelo coordinado hacen que el combustible se desborde de la línea que conduce a un motor. Algunas aeronaves tienen limitaciones operativas especiales en ascensos pronunciados con poco combustible debido a este problema.